# وقایع سال‌های آتش
وقایع سال‌های آتش (عربی: وقائع سنین الجمر) فیلمی الجزیره‌ای در سبک درام به کارگردانی محمد الاخضر حمینه است که در سال ۱۹۷۵ منتشر شد. این فیلم جنگ الجزایر را از چشم یک دهقان به تصویر می‌کشد. فیلم وقایع سال‌های آتش در جشنواره فیلم کن ۱۹۷۵ برنده نخل طلایی شد.